# Ocimum obovatum
Ocimum obovatum là một loài thực vật có hoa trong họ Hoa môi. Loài này được E.Mey. ex Benth. mô tả khoa học đầu tiên năm 1838.